# Stormyrtjärnen (Edefors socken, Norrbotten, 733300-170844)
Stormyrtjärnen är en sjö i Bodens kommun i Norrbotten och ingår i Luleälvens huvudavrinningsområde. Stormyrtjärnen ligger i Stormyran Natura 2000-område.